# Josef Franz Hieronymus von Colloredo-Mannsfeld

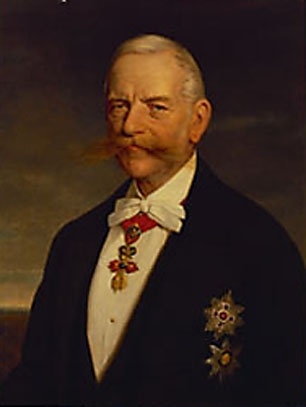
Josef Franz Hieronymus von Colloredo-Mannsfeld

Fürst Josef Franz Hieronymus von Colloredo-Mannsfeld (* 26. Februar 1813; † 22. April 1895 in Wien) war ein österreichischer Staatsmann. 

## Leben
Josef Franz Hieronymus von Colloredo-Mannsfeld war ein Sohn des durch seine Bemühungen um den Wohlstand Niederösterreichs bekannten Grafen Ferdinand von Colloredo-Mannsfeld († 1848). Zunächst eine militärische Laufbahn einschlagend, trat er in die Armee ein und avancierte zum Major. 1852 erbte er von seinem Vetter Franz de Paula Gundaccar II. von Colloredo-Mannsfeld den Fürstentitel und bedeutende Fideikommiss-Herrschaften, wurde 1857 Kämmerer, 1859 Präsident der Staatsschuldentilgungs-Kommission, 1860 Mitglied des verstärkten Reichsrats und 1861 des Herrenhauses. Anschließend war er 1861–67 Landmarschall des niederösterreichischen Landtags, von 1867 an Mitglied des böhmischen Landtags und 1868–69 Präsident des Herrenhauses. Colloredo gehörte zu den treuesten und einflussreichsten Anhängern der deutschösterreichischen Verfassungspartei.

## Familie
1841 heiratete Colloredo-Mannsfeld Maria Theresia von Lebzeltern. Sein ältester Sohn, Graf Hieronymus Ferdinand Rudolf (* 20. Juli 1842; † 29. Juli 1881) wurde 1871 von den verfassungstreuen Großgrundbesitzern in den böhmischen Landtag gewählt und übernahm am 19. Mai 1875 das Ackerbauministerium im Kabinett Auersperg. Die Tochter Ida heiratete 1877 Leopold von Gudenus.